# John Field

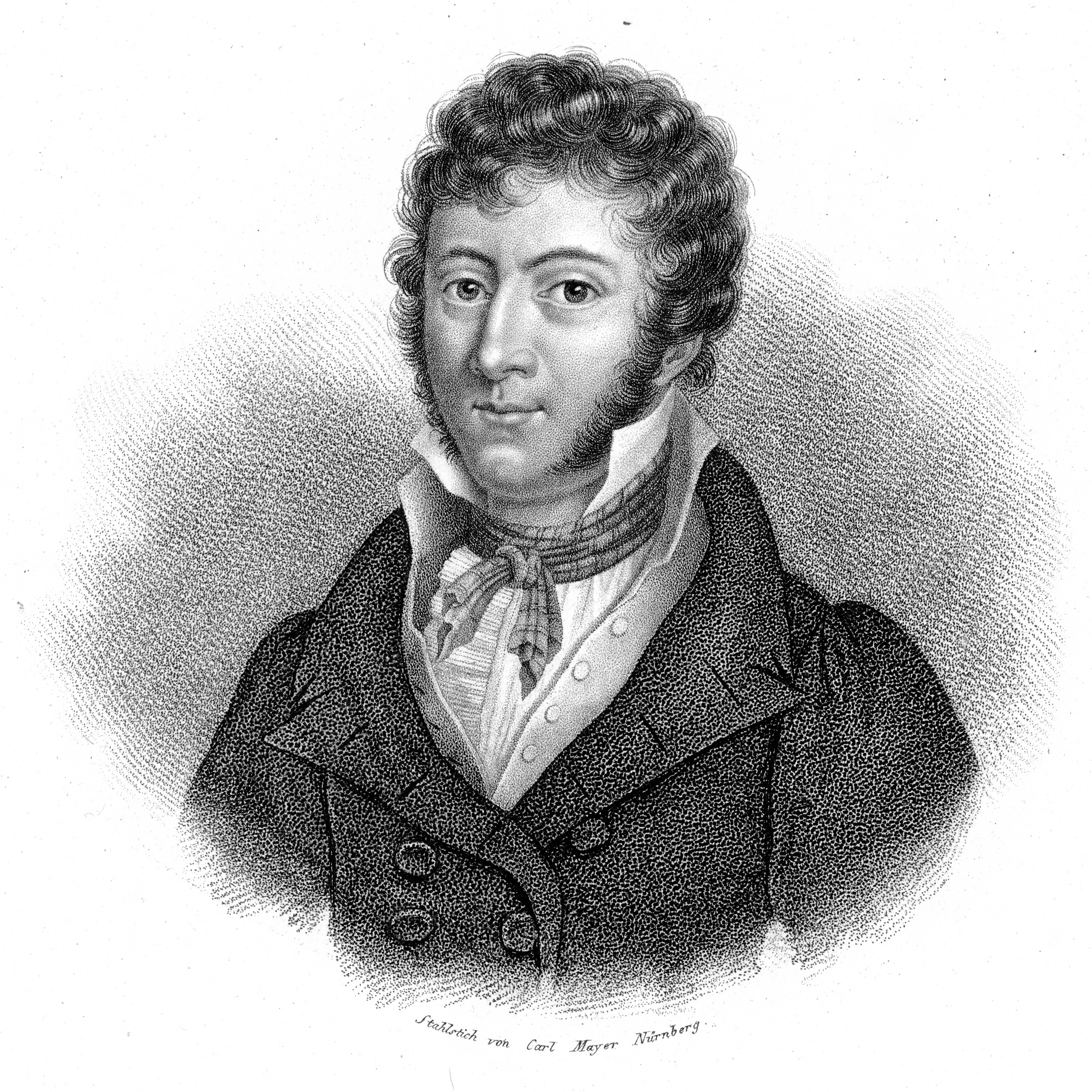
John Field um 1835

John Field (* 26. Juli 1782 in Dublin; † 23. Januar 1837 in Moskau) war ein irischer Komponist, Pianist und Klavierpädagoge. Er gilt als der Erfinder der Nocturnes.

## Leben
John Field stammte aus einer protestantischen irischen Familie. Er wurde 1782 als ältester Sohn von Robert Field in Dublin geboren. Seine erste Musikausbildung am Piano erhielt er von seinem Großvater John Field, einem Organisten, und bei seinem Vater, der als Geiger an Dubliner Theatern auftrat. Ab dem Alter von neun Jahren wurde er von Tommaso Giordani unterrichtet. Sein erstes öffentliches Konzert, das in der lokalen Presse hoch gelobt wurde, fand in Dublin im März 1792 statt. 1793 zog die Familie nach London, wo John Field bei Muzio Clementi seine Ausbildung fortsetzte. Im gleichen Jahr hatte er sein erstes öffentliches Konzert in London. Bei Johann Peter Salomon, der sich seit 1780 in London aufhielt und eine bedeutende Rolle im Londoner Konzertleben spielte, erhielt er Geigenunterricht. Seit seinem achtzehnten Lebensjahr hatte er regelmäßig Konzertauftritte in London.
1802 reiste er mit Clementi nach Paris, zum einen, um die Klaviere zu präsentieren, die Clementi gebaut hatte, zum anderen, um selbst als Pianist aufzutreten. In Paris spielte er u. a. Fugen von Bach. 1803 gingen beide nach Sankt Petersburg in Russland, wo Clementi sich als Klavierpädagoge in der St. Petersburger Aristokratie etablieren konnte. Nach Clementis Abreise übernahm Field dessen Schüler und begann seine glänzende Karriere zunächst bei Privataufführungen in den Salons der Aristokratie. Sein öffentliches Debüt als Pianist hatte er im März 1804 in der St. Petersburger Philharmonischen Gesellschaft. Er unternahm dann eine Konzertreise ins Baltikum nach Riga und Mitau (Jelgava). Nach seiner Rückkehr lebte er abwechselnd in St. Petersburg und in Moskau. 1810 heiratete er seine ehemalige Schülerin Adelaide Percheron. Aus einer Affäre mit einer Französin ging sein Sohn Leon Charpentier hervor, der später unter dem Namen Leon Leonov als Tenor Karriere machte. 1812 zog das Ehepaar nach St. Petersburg, wo Field sich für die nächsten zehn Jahre aufhielt, und wo 1819 sein Sohn Adrien Field geboren wurde. In dieser Phase seines Lebens, die zu seiner produktivsten Zeit als Komponist zählt, schuf er viele Nocturnes, Klaviersonaten und Klavierkonzerte, die von Honoré-Joseph Dalmas, Peters und Breitkopf & Härtel publiziert wurden und sich rasch in Europa verbreiteten, und die zu seinem Ruf als Komponist beitrugen, den er als exzellenter Pianist bereits genoss. 1821 zog Field, dessen Frau sich kurz nach der Geburt des Sohnes von ihm getrennt hatte, nach Moskau. In Moskau setzte er zwar seine Konzerttätigkeit fort, traf u. a. seinen Pianisten-Kollegen und „Rivalen“ Johann Nepomuk Hummel, erwarb sich aber wegen seines unmäßigen Alkoholkonsums den Beinamen „drunken John“.
1831 reiste er nach London, wo er sich wegen eines Krebsleidens behandeln ließ, und wo er mehrere Konzerte spielte. In London machte er die Bekanntschaft von Felix Mendelssohn Bartholdy, Ignaz Moscheles und Sterndale Bennett. Von London aus setzte er seine Konzertreise nach Frankreich, Belgien, in die Schweiz und nach Italien fort. In Mailand spielte er noch ein Konzert, reiste dann im Frühling 1834 nach Neapel, war aber inzwischen so krank, dass er kein Konzert mehr spielen konnte. Er lag neun Monate im Krankenhaus, wurde mehrmals operiert, konnte aber nach Verbesserung seines Gesundheitszustandes und mit finanzieller Unterstützung einer russischen Aristokratenfamilie nach Moskau zurückreisen. Er besuchte auf der Rückfahrt Carl Czerny in Wien und spielte dort noch drei Konzerte. Im September 1835 kam er schließlich in Moskau an. In der Zeit von 1835 bis zu seinem Tod im Januar 1837 komponierte er nur einige wenige Nocturnes und Klavierstücke.
Sein Grab befindet sich auf dem Wwedenskoje-Friedhof in Moskau. Nach seinem Tod wurde eine Spendenliste zur Errichtung eines Grabmals ausgelegt. Unter den Unterzeichnern befinden sich neben Denis Dawydow zahlreiche Namen aus der russischen Hocharistokratie, wie z. B. Galitzin, Orlov, Gagarin, Bulgakov und Tolstoi.

## Werk
Field ist der erste Komponist, der Nocturnes schrieb, einsätzige Charakterstücke für Klavier, die durch eine liedhafte ruhige Melodie (meist der rechten Hand) und eine weitgriffige Begleitung durch aufgebrochene Akkorde (meist der linken Hand) gekennzeichnet sind. Diese Stücke beeinflussten maßgeblich Frédéric Chopin, der selbst 21 Nocturnes komponierte und die Form berühmt machte. Fields insgesamt 18 Nocturnes gehören zu den frühesten einsätzigen, romantischen Charakterstücken für Klavier und können als wichtige Vorläufer für viele andere Werke romantischer Komponisten gesehen werden, wie zum Beispiel Felix Mendelssohn Bartholdy, Robert Schumann, Franz Liszt und Edvard Grieg.
Field schrieb sieben Klavierkonzerte, von denen das zweite (1811) wohl das bekannteste ist, obwohl das vierte (1819) oft als musikalisch wertvoller angesehen wird. In einigen seiner Konzerte und in allen Klaviersonaten fehlt der langsame Satz, den Field während seiner Performance durch ein improvisiertes Nocturno zu ersetzen pflegte. An Orchesterwerken existieren außerdem drei Rondos und eine Transkription von Fields zwölftem Nocturne, daneben eine große Zahl an Kompositionen für Piano solo, kammermusikalische Werke und einige wenige Vokalwerke.

## Der Klavierpädagoge
John Field gilt als einer der Begründer der so genannten Russischen Schule des Klavierspiels. Bei der Gründung des Moskauer Konservatoriums waren auch Schüler Fields beteiligt.
Er unterrichtete nach Clementis Abreise aus Russland zunächst Mitglieder der Aristokratie und deren Kinder. Zu seinen Schülern gehörte außer Michail Glinka, der insgesamt nur drei Klavierstunden von ihm erhalten hat, u. a. Glinkas Lehrer Charles Mayer sowie Antoni Kątski, Alexei Werstowski, Alexander Guriljow, Alexandre Dubuque und Maria Szymanowska.

„Nach meiner Ankunft in Petersburg nahm ich Klavierstunden bei dem berühmten Field. Obwohl ich ihn nur wenige Male gehört habe, erinnere ich mich immer noch seines kräftigen und zugleich weichen Anschlages und des präzisen Spiels. Es klang, als schlügen große Regentropfen auf die Tasten und die Töne glichen Perlen, die auf weichen Samt fallen. Fields Spiel war oft kühn und von einer kapriziösen Vielfalt, doch entstellte er seine Kompositionen nie durch Scharlatanerie und drosch niemals auf die Tasten, als wollte er Fleisch hacken. In den drei Klavierstunden, die er mir gab, erlernte ich sein erstes Divertimento in E-Dur und wurde von ihm gelobt.“

Alexandre Dubuque, Schüler von Field und Alexander Villuan, der ebenfalls nach Fields Methoden unterrichtete, bildeten Generationen von russischen Pianisten aus. Dubuque z. B. war der Lehrer von Nikolai Swerew, der den Komponisten und Klaviervirtuosen Konstantin Igumnow ausbildete, der wiederum ein Lehrer von Jakow Flier war, bei dem dann Mikhail Pletnev studierte.
Auch Friedrich Wieck, dem Vater von Clara Schumann, war Fields Methode bekannt. In einem Brief an Louis Spohr schrieb er, dass er seine Tochter nach der großartigen Schule von John Field unterrichtet habe, und wiederholte wenig später in einem Brief an Friedrich Kalkbrenner, dass er Clara und seine anderen Schüler nach Fields Methode unterrichte.

## Rezeption
Field wurde als Pianist von seinen Zeitgenossen hoch geschätzt. Zu Beginn des 19. Jahrhunderts erfreute er sich eines fast legendären Rufs als Konzertpianist, zu dem die Berichte von Louis Spohr, Johann Nepomuk Hummel oder Michail Glinka beitrugen.

[…] his fingers alone played, without any unnecessary movement of the hand and arm, each finger striking the key with such mechanical power and nicety, that he was enabled to produce the loudest as well as the softest tones, the shortest as well as the longest notes, with equal perfection, without the slightest visible effort.

„[…] nur seine Finger spielten, ohne unnötige Bewegung von Hand und Arm, jeder Finger berührte die Taste mit solch einer mechanischen Kraft und Genauigkeit, die ihm erlaubte, sowohl die lautesten als auch die sanftesten Töne zu erzeugen, die kürzesten als auch die längsten Noten, mit gleicher Perfektion und ohne sichtbare Anstrengung.“

Sein Spiel und seine Kompositionen beeinflussten viele große Komponisten, darunter Chopin, Brahms, Schumann und Liszt.
- Hamilton Harty (1879–1941): A John Field Suite. Für Orchester (1939). Boosey & Hawkes.
- Samuel Barber (1910–1981): Nocturne. Hommage to John Field, op. 33. Für Klavier (1959).
- Wilhelm Killmayer (1927–2017): An John Field. Nocturnes für Klavier (1978). Schott-Verlag, Mainz.
- Malcolm Arnold (1921–2006): Fantasy on a Theme of John Field. für Orchester. Faber, 1994.
- Sergio Antonio del Rio (* 1956): Nocturno. Hommage an John Field für Klavier (1998).[8]

Wolfgang Schlüter schrieb die Erzählung John Field und die Himmels-Electricität: Skizzen. Eichborn, Frankfurt am Main 1998.

## Werkverzeichnis

### Klavier solo
| - H 1 – Variations on „Fal Lal La“ A-Dur, um 1795 - H 2 – Rondo "Favorite Hornpipe"A-Dur, um 1795/96 - H 3 – Rondo „Go the devil“ C-Dur, 1797 - H 4 – Variations on „Since then I'm doom'd“ C-Dur, um 1800 - H 5 – Rondo „Slave, bear the sparkling goblet“ (verloren) - H 6 – Rondo „The two slaves dances“ G-Dur, 1798 - H 7 – Variations on „Logie of Buchan“ C-Dur, - H 8 – Sonata Op. 1 No. 1 Es-Dur, 1801 - H 8 – Sonata Op. 1 No. 2 A-Dur, 1801 - H 8 – Sonata Op. 1 No. 3 c-Moll, 1801 - H 10 – Air russe varié für Klavier 4-händig a-moll - H 11 – Andante für Klavier 4-händig c-moll - H 12 – „Danse des ours“ für Klavier 4-händig, Es-Dur - H 13 – Divertissement No. 1 E-Dur - H 13 – Nocturne (12) E-Dur - H 14 – Divertissement No. 2 A-Dur - H 14 – Nocturne (7) A-Dur - H 15 – Fantasia über „Guardami un poco“ opus 3, A-Dur - H 16 – Marche triomphale en honneur des victoires du Général Comte de Witgenstein, 1812/13, E-Dur - H 17 – Sonata H-Dur - H 18 – Rondeau As-Dur - H 18 – Waltz As-Dur - H 19 – Grande valse für Klavier 4-händig A-Dur - H 20 – Variations on „Vive Henry IV“ a-moll - H 21 – Polonaise Es-Dur - H 22 – Variations on „Kamarinskaya“ B-Dur - H 23 – Rondo „Speed the Plough“ H-Dur - H 24 – Nocturne No. 1 Es-Dur (1812) - H 25 – Nocturne No. 2 c-moll (1812) - H 26 – Nocturne No. 3 As-Dur (1812) - H 27 – Variations on „Within a mile“ B-Dur - H 30 – Nocturne No. 9 (8) in E flat Major | - H 33 – Exercice modulé sur tous les tons majeurs et Mineurs, 1816 - H 35 – Fantasia on „Ah! quel dommage“ G-Dur - H 36 – Nocturne No. 4 in A-Dur, 1817 - H 37 – Nocturne No. 5 in B-Dur, 1817 - H 38 – Rondo A-Dur, 1817 - H 40 – Nocturne No. 6 F-Dur, 1817 - H 41 – Variations on a Russian folksong d-moll - H 42 – 6 Dances - H 43 – Rondo für Klavier 4-händig, G-Dur - H 44 – Exercice nouveau No. 1 C-Dur - H 45 – Nocturne No. 7 (13) C-Dur, 1821 - H 46 – Nocturne No. 8 (9) e-Moll, 1821 - H 48 – Exercice nouveau No. 2 C-Dur, 1822 - H 51 – Sehnsuchts-Walzer E-Dur - H 52 – Rondoletto Es-Dur - H 53 – Rondo „Come again, come again“ E-Dur - H 54 – Nocturne No. 10 E-Dur - H 55 – Nocturne C-Dur „Le troubadour“ - H 56 – Nocturne No. 11 Es-Dur - H 57 – Fantasia „We met“ G-Dur - H 58 – Nocturne No. 12 (14) G-Dur - H 59 – Nocturne No. 13 (15) d-moll - H 60 – Nocturne No. 14 (16) C-Dur - H 61 – Nocturne No. 15 (17) C-Dur - H 62 – Nocturne No. 16 (18) F-Dur - H 63 – Nocturne B-Dur - H 64 – Andante Es-Dur - H 65 – Pastorale (verloren) - H 66 – Nocturne „Dernière pensée“ (verloren) - H 67 – 88 passages doigtés (verloren) - H deest – Exercice As-Dur - H deest – Fantasia on „Dans le jardin“ a-moll - H deest – Largo c-moll - H deest – Prelude c-moll |

Nocturnes
H 24 – Nocturne für piano No. 1 in E-flat major – 1812
H 25 – Nocturne für piano No. 2 in c-moll – 1812
H 26 – Nocturne für piano No. 3 in As-dur – 1812
H 30 – Nocturne für piano No. 9 „Romance“ in E-flat major – 1816
H 36 – Nocturne für piano No. 4 in A-Dur – 1817
H 37 – Nocturne für piano No. 5 in B-flat major – 1817
H 40 – Nocturne für piano No. 6 „Cradle Song“ in F major – 1817
H 45 – Nocturne für piano No. 7 (13) in C-dur – 1821
H 46 – Nocturne für piano No. 8 (9) in E minor – 1821
H 54 – Nocturne für piano No. 10 in e-moll – 1829
H 56 – Nocturne für piano No. 11 in E-flat major – 1832
H 58 – Nocturne für piano No. 12 (14) in G-Dur – 1822
H 59 – Nocturne für piano No. 13 (15) „Dernière Pensée“ in d-Moll – 1834
H 60 – Nocturne für piano No. 14 (16) in C-Dur – 1835
H 61 – Nocturne für piano No. 15 (17) in C-Dur – 1836
H 62 – Nocturne für piano No. 16 (18) in F-Dur – 1836
– Nocturne für Piano No. 17, lento, in E-Dur

### Kammermusik
- H 9 – Pleyel's Concertante für Klavier, Violine & Violoncello F-Dur, 1802
- H 34 – Klavierquintett As-Dur, 1816

### Konzerte
- H 27 – Concerto No. 1 Es-Dur (1799)
- H 31 – Concerto No. 2 in As-Dur (1811)
- H 32 – Concerto No. 3 Es-Dur (1811)
- H 28 – Concerto No. 4 Es-Dur (1814, revidiert 1819)
- H 39 – Concerto No. 5 C-Dur „L'incendie par l'orage“ (1817)
- H 49 – Concerto No. 6 C-Dur (1819, revidiert 1820)
- H 58 – Concerto No. 7 c-moll (1822, revidiert 1822–1832)

### Vokalwerke
- H 47 – The Maid of Valdarno (verloren)
- H 50 – 2 Songs

## Einspielungen (Auswahl)

### Gesamtaufnahmen
- Nocturnes, Sonaten und Konzerte: Mícéal O’Rourke, mit London Mozart Players unter Matthias Bamert. (8 CDs.) Chandos Records.
- Klavierwerke: Benjamin Frith. Naxos 1997 bis 2001.
- Klavierkonzerte: John O’Conor, mit New Irish Chamber Orchestra unter János Fürst. Onyx (CD 101/103).

Die vierte CD mit Klavierkonzerten enthält auch Kammermusik, darunter ein Klavierquintett und ein Streichquartett, zwei Divertissements für Klavier und Streicher als Erstaufnahme.
- Klavierkonzerte: Paolo Restani, mit Nizza Philharmonic Orchestra unter Marco Guidarini. Brilliant, 2009.
- Werke für Klavier solo: Pietro Spada. Label Arts.
- Nocturnes und Sonaten: John O’Conor. Telarc, 1989 ff

### Einzelne Werke
- Nocturnes 1–16. Joanna Leach auf Tafelklavieren von Stodart (c. 1823), Broadwood (1826) und D'Almaine (c. 1835). ATHCD 1, Athene 1991.
- Klavierstücke: O’Conor. Chandos.
- Klavierkonzerte Nr. 2 und Nr. 3: Andreas Staier auf einem Broadwood-Piano von 1802.

Staier spielt – um einen Eindruck davon zu geben, wie der Komponist seine von 1816 stammenden Werke realisiert hat – in einem Konzert eines der Nocturnes als Mittelsatz.
- Rondo As-Dur für Hammerflügel und Streicher: Eckart Sellheim und Collegium Aureum. EMI, 1986.

## Nachlass
Es gibt bisher kein Archiv, in dem der Nachlass von Field gesammelt wird. Der größte Teil seines Nachlasses befindet sich in Moskauer Archiven sowie zerstreut in der National Library in Dublin und in der Bibliothèque nationale in Paris.